# Sphaerodothis tetracerae
Sphaerodothis tetracerae är en svampart som beskrevs av Bat., Maia & C.T. Vasconc. 1960. Sphaerodothis tetracerae ingår i släktet Sphaerodothis och familjen Phyllachoraceae.   Inga underarter finns listade i Catalogue of Life.